# ShareLaTeX
ShareLaTeX est un éditeur LaTeX en ligne, collaboratif, en temps réel et compileur PDF. Par ailleurs, ShareLaTeX fut libéré en février 2014.
Le 20 juillet 2017, ShareLatex a été racheté par Overleaf qui a réuni les services d'Overleaf et de Sharelatex sur une seule plateforme. La fusion des deux services au sein de Overleaf v2 a été effectué au mois de septembre 2018.
En comparaison avec les autres éditeurs LaTeX, ShareLaTeX est une application basée sur un serveur web, qui est donc accessible via un navigateur internet. Une version publique, et maintenue, est disponible sur https://www.sharelatex.com. Les dépôts nécessaires à la création d'une instance personnelle de ShareLaTeX sont disponibles sous la licence AGPL v3.

## Fonctionnalités
Le site internet suit le modèle freemium. Ainsi, les comptes gratuits et les instances utilisant la version open-source de ShareLaTeX incluent les fonctionnalités suivantes :
- projets privés ou publics,
- la collaboration en temps réel,
- la vérification orthographique,
- la compilation PDF en un clique.

Les comptes payants diffèrent des comptes gratuits en ce qu'ils proposent :
- un suivi des modifications,
- une synchronisation Dropbox,
- et une synchronisation GitHub.

## Architecture technique
ShareLaTeX utilise Node.js. Il est écrit en CoffeeScript, utilise le système de base de données MongoDB, en plus de Redis.